# Mutualité Socialiste du Luxembourg
De Mutualité Socialiste du Luxembourg is een Belgisch socialistisch ziekenfonds dat actief is in de Waalse provincie Luxemburg. Het is aangesloten bij het Nationaal Verbond van Socialistische Mutualiteiten. Het telt 82.100 leden, waarmee de Mutualité Socialiste de op drie na kleinste mutualiteit van België is.
Het ziekenfonds gaat terug op de Fédération des Sociétés de Secours Mutuels Socialistes du Luxembourg die in 1913 werd gesticht in Ethe. In tegenstelling tot de andere socialistische ziekenfondsen in Wallonië ging de Mutualité Socialiste in 2022 niet op in het fusieziekenfonds Solidaris Wallonie.